# Talne
Talne (en ukrainien : Тальне) ou Talnoïe (en russe : Тальное) est une ville de l'oblast de Tcherkassy, en Ukraine, raïon de Zvenyhorodka. Sa population s'élevait à 12 649 habitants en 2024.

## Géographie
Talne est située au bord de la rivière Hirskyï Tikytch, à 116 km au sud-ouest de Tcherkassy.

## Histoire
Talne a le statut de ville depuis 1938. La communauté juive de la ville, forte de plus de 4 000 personnes avant la Seconde Guerre mondiale, représentait environ la moitié de la population. Elle fut exterminée par des unités SS et des collaborateurs ukrainiens pendant la guerre.
De 1975 à 1979, le chantier de l'oléoduc Droujba passait près de la ville et une station de compresseurs fut bâtie par des ouvriers et techniciens venus de RDA, qui construisirent également plusieurs immeubles, un magasin, une école et un jardin d'enfants.
La ville était le centre administratif du raïon de Talne qui a disparu avec la réforme administrative de 2020.

## Population
Recensements (*) ou estimations de la population :
| 1923*  | 1926*  | 1939*  | 1959*  | 1970*  | 1979*  |
| ------ | ------ | ------ | ------ | ------ | ------ |
| 10 187 | 10 654 | 11 935 | 12 948 | 14 187 | 15 679 |

| 1989*  | 2001*  | 2010   | 2011   | 2012   | 2013   |
| ------ | ------ | ------ | ------ | ------ | ------ |
| 17 169 | 16 388 | 14 526 | 14 456 | 14 343 | 14 216 |

## Transports
Talne se trouve à 149 km de Tcherkassy par le chemin de fer et à 142 km par la route.

## Personnalité
- Sofía Potótska (1760-1822) : décédée à Berlin, inhumée à Talne.
- Mischa Elman (1891-1967) : violoniste américain, né à Talne.